# César Strawberry

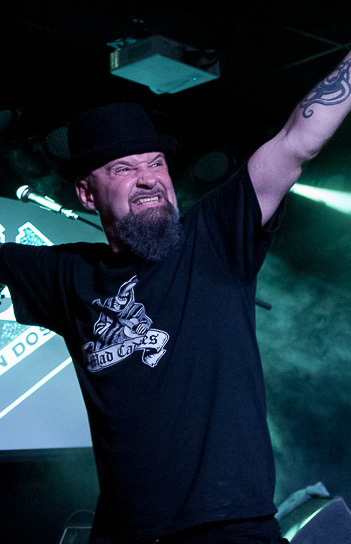
César Strawberry a Saragossa en 2014.

César Montaña Lehmann (Madrid, 2 de març de 1964), més conegut pel seu nom artístic César Strawberry és el líder de la banda de rap metal espanyola Def Con Dos i de la banda de hardcore melòdic Strawberry Hardcore. També ha escrit guions, ha rodat diversos curts, està preparant un llargmetratge i ha escrit una novel·la. És fill de l'escultor César Montaña.

## Judici, condemna i posterior absolució
Va ser detingut el 19 de maig de 2015 per la Guàrdia Civil dins de l'operació Araña III per uns missatges a Twitter de 2013 sobre Carrero Blanco, Ortega Lara, Eduardo Madina, Miguel Ángel Blanco, Esperanza Aguirre, Franco, Serrano Suñer, Arias Navarro, Manuel Fraga i Blas Piñar. El mateix dia va ser posat en llibertat i va difondre un comunicat on defensava el dret a la crítica sociopolítica i a la llibertat d'expressió. La fiscalia el va acusar d'enaltiment del terrorisme, vexació a les víctimes del terrorisme i injúries a la Corona per les seves piulades. L'octubre del mateix any el jutge de l'Audiència Nacional José de la Mata va arxivar la causa, però la fiscalia ho va recórrer i es va celebrar un judici a l'Audiència Nacional, on Strawberry seria absolt el juliol de 2016.
La fiscalia va recórrer la sentència absolutòria i Strawberry seria condemnat el 19 de gener de 2017 pel Tribunal Suprem a un any de presó i 6 anys d'inhabilitació pels magistrats Manuel Marchena (ponent de la Sentència), Pablo Llarena, Miguel Colmenero Menéndez de Luarca, Juan Ramón Berdugo Gómez de la Torre, amb el vot particular de Perfecto Andrés Ibáñez, que advocava per l'absolució. En aquesta causa, Strawberry fou defensat per Gonzalo Boye.
El Tribunal Constitucional espanyol, no obstant, va anul·lar la condemna del Tribunal Suprem entenent que s'havia vulnerat el dret a la llibertat d'expressió de l'artista.

## Cinema

### Director
- Unes pellas, (2001) (curtmetratge)
- No soy perfecto

### Actor
- Gente pez, (2001)
- La matanza caníbal de los garrulos lisérgicos, (1993)

## Productor
- Sin Problemas, (2001) (curtmetratge)

## Llibres
- Nunca quise ser como tú
- Besando la lona, Ediciones Irevernetes S.L., (2005)
- Destino Zoquete, (2009) Regal amb l'últim disc de Def amb Dos